# Nikon D500
Nikon D500 là máy ảnh DSLR chuyên nghiệp 20,8 megapixel được Nikon ra mắt ngày 6-1-2016, cùng với DSLR cao cấp nhất Nikon D5. D500 được Nikon sản xuất nhằm thay thế cho D300S ở phân khúc máy crop chuyên nghiệp. Việc ra mắt của D500 được giữ bí mật, không giống như D5 trước ngày công bố đã được rò rỉ khá nhiều thông tin.
Tại Việt Nam (2-2017), D500 được bán với giá 41 triệu chỉ thân máy.

## Đặc điểm
- Cảm biến CMOS APS-C 20.9 megapixel (hay còn gọi là khổ DX theo Nikon)
- Khả năng quay video 4K ở 24/25/30p
- Hệ số crop 1,5x
- Ống ngắm quang học đô bao phủ 100% và độ phóng đại 1x
- Bộ xử lý hình ảnh Nikon EXPEED5
- Khung vỏ chống thời tiết, mặt trên và sau làm bằng hợp kim magnesi, mặt trước làm bằng sợi carbon.
- Ống kính Nikon ngàm F
- Active D-Lighting (3 mức)
- Cảm biến đo sáng 180.000 pixel.
- Menu hậu kỳ gồm các loại filter, hue, crop, D-lighting, Mono (Đen trắng, Cyanotype or Hổ phách)
- Cảm biến AF Multi-CAM 20K với 153 điểm, trong đó 99 điểm dạng ngang dọc. Trong 99 điểm này, có 15 điểm có thể hoạt động với khẩu độ f/8, kết hợp với các ống nhân tiêu cự.
  - Trong 153 điểm thì có 55 điểm là người dùng tự chọn; 35 trong số đó là điểm dạng ngang dọc, 9 điểm có thể hoạt động ở khẩu độ f/8.[3]
  - Điểm chính giữa có khả năng AF ở điều kiện -4 EV, 152 điểm còn lại ở -3 EV
- Tự động điều chỉnh làm mượt nét chủ thể trong live-view.
- Tự làm sạch cảm biến
- Tốc độ chụp liên tiếp tối đa 10 hình/giây với bộ nhớ đệm 200 hình RAW nén hoặc 79 hình RAW không nén.
- Màn hình cảm ứng lật LCD 3,2 inch (8,1 cm) 2.359.000 điểm ảnh.
- Dải ISO chuẩn từ 100-51200, mở rộng đến L:50 và H5:1640000
- Chế độ giảm nhiễu tùy chọn trong máy
- Không có flash cóc
- Có thể chụp các định dạng ảnh JPEG, TIFF, NEF (nén hoặc không nén), và JPEG+NEF (Tùy chọn kích cỡ và chất lượng ảnh JPEG)
- 2 khe cắm thẻ SD/SDHC/SDXC (hỗ trợ UHS-II) và XQD
- D500 là máy thứ 2 sau D5 có thể nhận biết sự nhấp nháy khi chụp dưới ánh đèn điện và làm trễ màn trập để tránh ảnh bị ám màu.[3][4]